# Thorlby
Thorlby (Thorledby w 1315) – przysiółek w Anglii, w North Yorkshire. Leży 2,6 km na zachód od centrum miasta Skipton, 63,8 km od miasta York i 304 km na północny wschód od Londynu. Thorlby jest wspomniana w Domesday Book (1086) jako Toredderebi/Torederebi.